# Ezequiel González
Ezequiel González (ur. 10 lipca 1980 w Rosario) – argentyński piłkarz występujący na pozycji pomocnika.
Swoją karierę rozpoczął w Rosario Central. W 2001 r. przeniósł się do Fiorentiny, ale z powodu kłopotów finansowych tej drużyny już po roku powrócił do Ameryki Południowej i został piłkarzem Boca Juniors. Latem 2003 r. powrócił do Rosario Central, by pół roku później przyjąć ofertę Panathinaikosu Ateny. Występował w barwach tej drużyny do 2008 r., odnotowując udane występy w lidze greckiej i Lidze Mistrzów. Latem 2008 r. powrócił do Rosario Central. W 2009 przeszedł do brazylijskiego Fluminense FC, w którym występuje do chwili obecnej. Z Fluminense zdobył mistrzostwo Brazylii 2010. Nie mogąc się przebić do składu Fluminense (tylko 2 występy w sezonie 2010), zdecydował się na transfer do Ekwadoru do LDU Quito.